# Uckro
Uckro (niedersorbisch Mokra) ist ein Ortsteil der Stadt Luckau im Landkreis Dahme-Spreewald in Brandenburg.

## Geographische Lage
Der Ortsteil liegt rund acht Kilometer westlich des Stadtzentrums von Luckau. An Uckro grenzt im Norden Paserin an, gefolgt von folgenden Ortsteilen (im Uhrzeigersinn): Pelkwitz, Langengrassau und Pitschen-Pickel. Durch den Ort führt in West-Ost-Richtung die Bundesstraße 102 sowie in Nord-Süd-Richtung die Bahnstrecke Berlin–Dresden.

## Geschichte und Etymologie

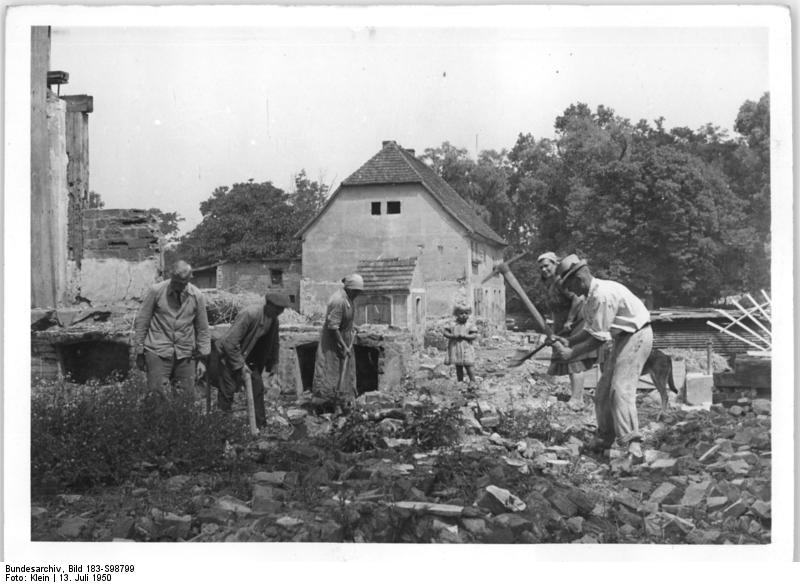
Abriss der Schlossruinen zur Gewinnung von Baumaterial für Neubauern, 1950

Der Name Uckro bedeutet im slawischen so viel wie nasses Dorf (Mockra) und nimmt Bezug auf die wasserreiche Niederung, in der der Ortsteil liegt. Slawen errichteten nördlich des Ortsteils einen Ringwall und können somit als die ersten Siedler Uckros bezeichnet werden. Die erste urkundliche Erwähnung stammt aus dem Jahr 1377 mit der Besiedelung durch die Luckauer Patrizier-Familie Pas(s)erini. Ende des 14., möglicherweise auch Anfang des 15. Jahrhunderts errichtete die Kirchengemeinde eine Feldsteinkirche. Bereits Anfang des 18. Jahrhunderts war Uckro ein adeliger Besitz, hier der Familie von Rex. Johann Kaspar von Rex (1689–1737), seines Zeichens Oberamtsregierungs-Präsident der Niederlausitz zu Lübben, zunächst verheiratet mit Johanne Sophie von der Dham, dann mit Auguste Wilhelmine von Bissung-Löberitz, wird als Gutsherr in genealogischen Standardquellen der Gothaischen Genealogischen Taschenbüchern schon genannt. Spätestens 1724 entstand ein Rittergut außerhalb der ursprünglichen Gemarkung. Nachfolgend ist Sophie Edle von Planitz, geborene von Rex, Gutsherrin auf Uckro. Das Dorf erlebte einen wirtschaftlichen Aufschwung. Der neue Besitzer des Ritterguts, nachweisbar vor 1852, Ludwig Schlesinger (bis 1855 Ludwig Schlesinger, dann bis 1865 mit dem Namen Uckro) setzte sich 1875 für einen Anschluss an die Bahnstrecke Berlin–Dresden ein, und so der Bahnhof Luckau-Uckro entstand. Die Vorfahren und dann Vertreter der Familie von Uckro waren, beginnend mit Ludwig (1792–1874), Friedrich Wilhelm Emil (1827–1900), dem Regierungsrat Paul von Uckro (1862–1919), Hanns (Johannes genannt) (1901–1943) und dessen Sohn Hanns-Detlef. Deren gesamter Besitz mit Uckro, Paserin, Pitschen und Pickel, sämtlich im Status eines Rittergutes, umfasste vor der großen Wirtschaftskrise 1760 ha. Im Zuge der Kampfhandlungen im Zweiten Weltkrieg brannte das Schloss jedoch im April 1945 bis auf die Grundmauern nieder. Im 21. Jahrhundert ist von dem Bauwerk nur noch ein Schlossteich im Norden der Gemarkung erhalten geblieben.
Aus dem Jahr 1864 sind eine Windmühle, eine Schäferei sowie eine Ziegelei überliefert. Bereits 1928 wurde das Rittergut mit der Gemarkung der Gemeinde vereinigt. Im Oktober 1953 wurde ein deutscher Volkspolizist am Bahnhof erschossen. Mehr als 5000 Beamte fahndeten nach fünf verdächtigen Tschechen, die auf der Flucht nach West-Berlin in Uckro aus dem Zug gestiegen waren. Drei erreichten ihr Ziel, während zwei Personen gestellt und in der Tschechoslowakei zum Tode verurteilt wurden.
Uckro ist heute ein Ortsteil der Stadt Luckau.

## Kultur und Sehenswürdigkeiten
- Die Dorfkirche Uckro ist eine Feldsteinkirche, die vermutlich Ende des 14., Anfang des 15. Jahrhunderts entstand. Im ersten Drittel des 18. Jahrhunderts baute die Kirchengemeinde eine barocke Patronatsloge an. Im Innern befindet sich unter anderem ein Altarretabel, das um 1700 entstand. Es zeigt in der Predella das Abendmahl Jesu und in seinem durch Weinlaubsäulen in drei Feldern gegliedertem Hauptbild die Kreuzigung Christi, flankiert von Geburt und Auferstehung Jesu Christi. Oberhalb des Hauptbildes ist die Himmelfahrt zwischen zwei Engeln mit Leidenswerkzeugen dargestellt. Das Werk schufen der Calauer Kunsttischler Georg Wolschke sowie der Lübbener Fassmaler Michael Scharbe.
- Das auf dem Kirchhof errichtete Denkmal für die im Ersten Weltkrieg gefallenen Uckroer befindet sich leider in einem beklagenswerten Zustand. Die Namen sind nicht mehr lesbar.
- In einem 1765 errichteten Bauernhof befindet sich ein Land- und Erlebnismuseum mit Bauernstube, Schlafzimmer und Küche nach historischem Vorbild. Er kann nach telefonischer Anmeldung besichtigt werden.

## Wirtschaft und Infrastruktur

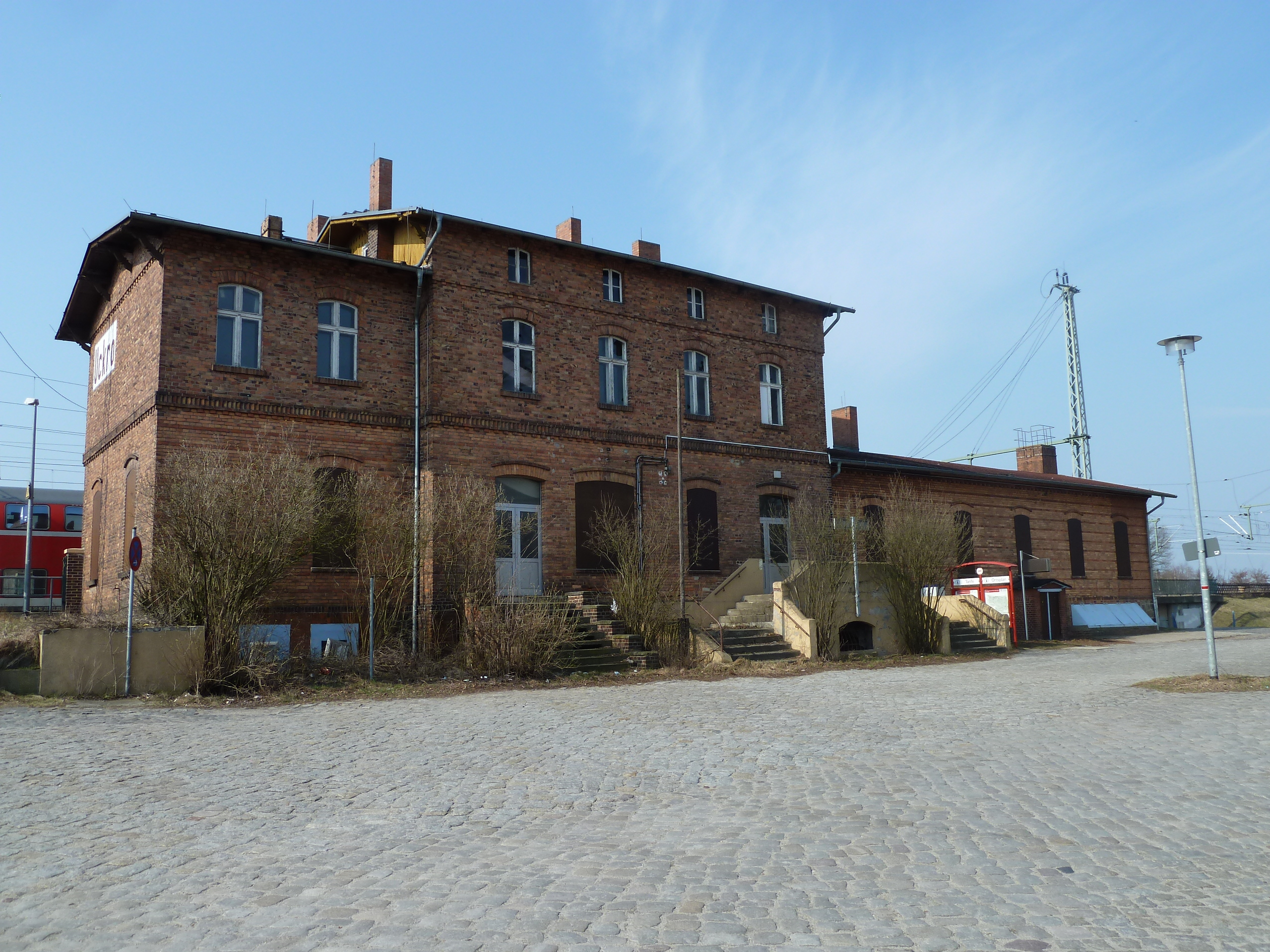
Bahnhof Luckau-Uckro

### Wirtschaft
Uckro ist ein landwirtschaftlich geprägter Ortsteil mit einer Agrargenossenschaft. Daneben befindet sich im Ort ein Blumengeschäft, ein Lohnsteuerhilfeverein, eine Gaststätten sowie ein Unternehmen, das Glockenläutemaschinen herstellt.

### Bildung und Sport
Die Stadt Luckau unterhält in Uckro eine Kindertagesstätte sowie einen Jugendclub. Daneben engagiert sich ein Sport- und Kulturverein, der SKV Uckro. Für sportliche Aktivitäten stehen zwei Spielplätze und ein Sportplatz zur Verfügung.

### Verkehr
Die Bundesstraße 102 verbindet den Ortsteil mit Luckau im Osten sowie Dahme/Mark im Westen. Nach Norden stellt die Kreisstraße 6124 eine Verbindung nach Pitschen-Pickel her, während die Kreisstraße 6133 nach Süden in Richtung Langengrassau führt.
Vom Bahnhof Luckau-Uckro gibt es Zugverbindungen mit der Regional-Express-Linie RE 8 nach Berlin sowie nach Elsterwerda und Finsterwalde (nur wochentags).
Die Regionale Verkehrsgesellschaft Dahme-Spreewald bindet den Ortsteil mit der Buslinie 466 nach Falkenberg und Luckau an.

## Regelmäßige Veranstaltungen
- Osterfest im Land- und Erlebnismuseum
- Weihnachtsmarkt